# Sztancsa (Rankovce)
Sztancsa (macedónul: Станча) település Észak-Macedóniában, a Északkeleti körzetben, Rankovce községben.

## Népesség
| Lakosok száma | 129  | 146  | 126  | 85   | 37   | 27   | 28   | 23   | 8    |
|               | 1948 | 1953 | 1961 | 1971 | 1981 | 1991 | 1994 | 2002 | 2021 |

- 2002-ben 23 lakosa volt, akik mindannyian macedónok.